# 西芒迪亞斯
西芒迪亞斯（葡萄牙語：Simão Dias），是巴西的城鎮，位於該國東北部，由塞爾希培州負責管轄，始建於1890年6月12日，面積560平方公里，海拔高度250米，2013年人口40,364，人口密度每平方公里72.13人。